# Shirley Goldfarb
Pour les articles homonymes, voir Goldfarb.
Shirley Goldfarb (née le 4 août 1925 et morte le 28 septembre 1980) est une peintre et écrivaine américaine installée à Paris.

## Biographie
Shirley Goldfarb est née à Altoona (Pennsylvanie). Elle étudie l'hébreu pour devenir rabbine. En 1949, elle s'installe à New York. Elle reçoit une bourse pour étudier à la Art Students League of New York de 1952 à 1953. Elle étudie également à Woodstock sous la direction de Nahum Tschachbasov, et à l'école de peinture et de sculpture Skowhegan, dans le Maine.
Elle épouse l'artiste Gregory Masurovsky en 1953 et ils partent pour Paris en 1954, où ils s'installent définitivement,. Shirley Goldfarb rencontre John Hultberg, Sam Francis, David Hockney. Elle côtoie Jean-Paul Riopelle, Paul Jenkins, Joan Mitchell, Yves Klein, Man Ray. Sa peinture est influencée par Claude Monet et le tachisme. De 1966 à 1970, elle se consacre au monochrome. Ensuite, sa peinture se caractérise par l'application de petites touches au couteau dans le style de l'impressionnisme abstrait, aux tendances minimalistes.
En 1994, ses carnets écrits entre 1971 et 1980 décrivent le milieu artistique de Paris, entre les quartiers Montparnasse et Saint-Germain-des-Prés. Ils sont publiés en 1994. Son journal est adapté au théâtre en 2000 par Caroline Loeb, ce qui lui donne visibilité et reconnaissance.
Peinture, 295x195, 1959. 

## Expositions
- Shirley Goldfarb, Galerie Zabriskie, Paris, du 14 novembre 1991 au 8 janvier 1992.
- Shirley Goldfarb, Galerie Zabriskie, New York, du 1er août au 23 septembre 2000.
- Shirley Goldfarb : une rétrospective, Galerie Loretta Howard, New York, du 25 avril au 8 juin 2013[11]